# أبو الطاهر البيضاوي
إسماعيل بن علي بن محمد بن داود بن شمس بن عبد الله بن رستم المجد المعروف باسم أبي الطاهر البيضاوي ثم المكي الزمزمي الشافعي المؤذن، ولد سنة 766 هـ بمكة، وسمع بها من أبي الطيب السحولي وابن صديق وغيرهما، ودخل القاهرة سنة 802 هـ فسمع بها من الحلاوي بعض مسند الإمام أحمد وغيره وأجاز له ابن النجم وابن الهبل وابن أميلة والصلاح بن أبي عمر وغيرهم واشتغل كثيرا وأخذ العروض عن النجم المرجاني.
أخو إبراهيم وحسين ووالد نائب أبي إسماعيل المذكورين.
قيل عنه: وكان يتعانى النظم وله نظم مقبول ومدائح نبوية من غير اشتغال بآلاته ثم أخذ العروض عن النجم المرجاني ومهر، وكان فاضلا قليل الشر مشتغلا بنفسه وعياله مشكور السيرة ملازما لخدمة قبة العباس وله سماع من قدماء المكيين وحدث بشيء يسير سمعت من نظمه وقال في معجمه اشتغل كثيرا وتعانى النظم وكان أبوه على سقاية العباس فاستمر هو وأخوته بها، وأول ما لقيته في سنة 785 هـ وسمعت من شعره وكان إذ ذاك أول ما تعاناه ثم مهر وعمل قصائد نبويات ومدائح في ملوك اليمن وغيرهم بل مدحني بعد ذلك بقصيدة:
قال وأنشدني لنفسه قصيدة نونية وغير ذلك. مات في عصر يوم الأحد 13 شوال سنة 838 هـ بمكة ودفن من الغد بالحجون، وقد لقيه شيخنا العلاء القلقشندي في سنة 811 هـ بمكة فأخذ عنه علم العروض وكتب من نظمه مما سمعه منه في ضبط بحور الشعر:
وممن ذكره المقريزي في عقوده وقال أنه سمع منه من شعره ونعم الرجل كان.

## المصدر
- الضوء اللامع لأهل القرن التاسع لشمس الدين السخاوي